# Vyšné Furkotské pleso
Vyšné Furkotské pleso (polsky Wyżni Mały Furkotny Stawek, německy Oberer Furkota See, maďarsky Felső-Furkotató) je jezero na západní straně dolní části Furkotské doliny za jejím mohutným skalním hrbem ve Vysokých Tatrách na Slovensku. Má rozlohu 0,4080 ha a je 85 m dlouhé a 62 m široké. Dosahuje maximální hloubky 2,4 m a objemu 330682 m³. Leží v nadmořské výšce 1698 m.

## Okolí
Leží 800 m jihovýchodně od Sedielkové kopy 250 m východně od hřebene vybíhajícího z jejího vrcholu na jihovýchod. Okolo plesa roste kosodřevina, která postupně vodní plochu zarůstá. Ve vzdálenosti 300 m jižně se nachází Nižné Furkotské pleso.

## Vodní režim
Pleso nemá povrchový přítok ani odtok. Náleží k povodí Furkotského potoka jež je přítokem Bílého Váhu. Rozměry jezera v průběhu času zachycuje tabulka:
| Rok     | Měření prováděl   | Rozloha ha | Délka m | Šířka m | Hloubka max.m | Objem m³ |
| ------- | ----------------- | ---------- | ------- | ------- | ------------- | -------- |
| 1934    | Józef Szaflarski  | 0,457      | 86      | 68      | 3,4           | [ 2 ]    |
| 1961–67 | pracovníci TANAPu | 0,399      | 85      | 62      | 2,3           | [ 2 ]    |
| 2005    | Gregor, Pacl      | 0,4080     | [ 2 ]   | [ 2 ]   | 2,4           | 3306     |

## Fauna
V plesu, jako na jediném místě na Slovensku, se vyskytuje glaciální relikt, drobný korýš žábronožka severská (Branchinecta paludosa), 2–3 cm dlouhý, který se jinak vyskytuje v severských oblastech. Tento živočich může žít jen v mělkých jezerech, která v zimě zamrzají až na dno. Ve Vyšném Furkotském plese ho zjistil profesor S. Hrabě v roce 1933.
V minulosti se žábronožky vyskytovaly i v polské části Tater, v Dwoistem Stawu Gąsienicowem, kde byly objeveny profesorem Wierzejskim v roce 1881. Na konci 60. let byli do jezera vysazeni pstruzi, kteří žábronožky vyhubili.

## Přístup
Pleso není veřejnosti přístupné.